# Жожоба
Си́ммондсия кита́йская (лат. Símmondsia chinénsis), более известная как хохо́ба или жожоба́ — вид ветвистых вечнозелёных кустарников, в диком виде встречающихся в североамериканских пустынях и чапарале. Это единственный вид рода Симмондсия (Simmondsia), который был выделен в отдельное монотипное семейство Симмондсиевые (Simmondsiaceae).

## Название
Несмотря на своё научное название, это растение в Китае не встречается. Ошибка возникла при первоописании растения. И. Г. Линк при расшифровке коллекционных сборов Томаса Наттолла ошибочно прочитал пометку «Calif» как «China», и в соответствии с этим назвал новоописанный вид Buxus chinensis (Самшит китайский). Позже, когда вид был выделен в самостоятельный род, эпитет (по требованиям МКБН) был сохранён, а предложенное Наттоллом другое название, Simmondsia californica Nutt., не было признано действительным, даже несмотря на то, что новый эпитет более соответствовал распространению.
Название «хохоба» происходит из испанского jojoba, заимствованного из сонорских языков (оодхам hohowai, яки hohoovam). С переводом на русский язык рекламы французских косметических средств также распространился вариант «жожоба».

## Ботаническое описание
|  |
|  |

Симмондсия — ветвистый вечнозелёный кустарник высотой от 1 до 2 м (отдельные особи могут вырастать до 3 м). Листья сидячие, супротивные, цельные, без прилистников. Корни проникают на глубину 15—25 м.
Растение двудомное, ветроопыляемое. Цветки мелкие, лишённые лепестков. Мужские цветки несут 10—12 тычинок, женские — пестик из трёх плодолистиков с тонкими опадающими столбиками, которые по всей своей длине усажены сосочками. Цветение происходит весной после влажного осенне-зимнего сезона. Завязь верхняя, с одним семязачатком в каждом из трёх гнёзд. Плод — трёхгранная коробочка, вскрывающаяся вдоль спинок гнёзд (локулицидная).

## Применение
Масло, получаемое из плодов растения, активно применяется при изготовлении косметики, в фармацевтической промышленности, а также в производстве смазочных материалов.
Масло жожоба представляет собой жидкий воск, получаемый методом холодного прессования из орехов, выращиваемых на плантациях как в Северной Америке, так и в других странах. Свойства масла жожоба обусловлены входящими в его состав аминокислотами в составе белков, которые по структуре напоминают коллаген — вещество, отвечающее за упругость кожи. Масло устойчиво к прогорканию (окислению). Подобными свойствами обладает спермацетовое масло. В то же время, такие вещества очень сложно синтезировать.
Жмых, который остаётся после получения масла, содержит до 33 % белка и вещество, подавляющее аппетит (simmondsin), поэтому ограниченно применяется в комбикормовой промышленности.

## Культивирование
Большой спрос на масло жожоба привёл к попыткам выращивания во многих местах, многие из которых имели неутешительные результаты, что объясняется, главным образом, неподходящими климатическими условиями. Оптимальная температура для роста растения составляет от 27 до 33 °С, при этом должен быть, по крайней мере, один месяц с температурой от 15 до 20 °С для закладки цветочных почек — при постоянно высокой температуре жожоба не цветёт. Морозы ниже −3 °С приводят к повреждению растений, а заморозки во время цветения — к потере урожая.  Симмондсия хорошо переносит засуху. Заболачивание, тяжёлые почвы и низкие значения рН также плохо переносятся растениями.
Для промышленного выращивания растения высаживают рядами. Плодоношение наступает на третий-четвёртый год после посадки. Наибольший урожай достигается к 12-летнему возрасту. В благоприятных условиях плантации могут быть очень долговечны. Сбор производят вакуумными комбайнами.
Единственный известный вредитель растений — совка из рода Heliothis, но он не наносит значительного вреда. В неблагоприятных условиях (бедные и сухие почвы) проблему представляет поражение грибами рода Verticillium.